# Akodon lindberghi
Akodon lindberghi är en däggdjursart som beskrevs av Hershkovitz 1990. Akodon lindberghi ingår i släktet fältmöss, och familjen hamsterartade gnagare. IUCN kategoriserar arten globalt som otillräckligt studerad. Inga underarter finns listade i Catalogue of Life.
Denna fältmus förekommer med några från varandra skilda utbredningsområden i östra Brasilien. Den vistas främst i fuktiga gräsmarker.